# Buccinum abyssorum
Buccinum abyssorum är en snäckart som beskrevs av Addison Emery Verrill 1884. Buccinum abyssorum ingår i släktet Buccinum och familjen valthornssnäckor. Inga underarter finns listade i Catalogue of Life.